# إميليا غراي
إميليا غراي (بالإنجليزية: Amelia Gray) (17 أغسطس 1982، توسان في الولايات المتحدة)؛ كاتبة سيناريو وروائية أمريكية معاصرة حازت على جائزة الأسد الذهبي من مكتبة نيويورك العامة، ووصلت للقائمة القصيرة لجائزة فوكنز للقصص والروايات من منظمة القلم الدولية. من أعمالها: «متحف الغرباء»، و«إيزادورا»، و«مخاطر»، و«إصابة نارية في المعدة».